# Albert Fritz
Albert Fritz (Jestetten, Baden-Württemberg, 30 de marzo de 1947-Zúrich, Suiza 1 de septiembre de 2019) fue un ciclista alemán que fue profesional entre 1969 y 1985. Destacó especialmente en las carreras de seis días de los cuales consiguió 34 victorias. En ruta obtuvo algunos triunfos de etapa en la Vuelta a Suiza.

## Palmarés en ruta
- 1970

Vencedor de una etapa de la Vuelta a Suiza
- 1971

Vencedor de 2 etapas de la Vuelta a Suiza

### Resultados al Tour de Francia
- 1971. Abandona (9.º etapa)

## Palmarés en pista
| - 1969 Campeón de Alemania de persecución - 1970 1.º en los Seis días de Dortmund (con Rudi Altig) - 1971 1.º en los Seis días de Bremen (con Rudi Altig) 1.º en los Seis días de Colonia (con Rudi Altig) 1.º en los Seis días de Bruselas (con Sigi Renz) - 1972 1.º en los Seis días de Münster (con Wilfried Peffgen) 1.º en los Seis días de Zúrich (con Wilfried Peffgen y Graeme Gilmore) - 1973 Campeón de Europa de Madison (con Wilfried Peffgen) 1.º en los Seis días de Münster (con Wilfried Peffgen) - 1975 1.º en los Seis días de Colonia (con Wilfried Peffgen) - 1976 1.º en los Seis días de Zúrich (con Wilfried Peffgen) 1.º en los Seis días de Herning (con Wilfried Peffgen) 1.º en los Seis días de Múnich (con Wilfried Peffgen) - 1977 Campeón de Alemania de prueba americana (con Wilfried Peffgen) 1.º en los Seis días de Bremen (con Wilfried Peffgen) - 1978 1.º en los Seis días de Bremen (con Wilfried Peffgen) 1.º en los Seis días de Colonia (con Wilfried Peffgen) 1.º en los Seis días de Münster (con Wilfried Peffgen) | - 1979 1.º en los Seis días de Münster (con Wilfried Peffgen) 1.º en los Seis días de Zúrich (con Patrick Sercu) 1.º en los Seis días de Hannover (con Patrick Sercu) 1.º en los Seis días de Londres (con Patrick Sercu) 1.º en los Seis días de Róterdam (con Patrick Sercu) 1.º en los Seis días de Amberes (con Michel Vaarten i René Pijnen) - 1980 1.º en los Seis días de Bremen (con Patrick Sercu) 1.º en los Seis días de Gante (con Patrick Sercu) 1.º en los Seis días de Copenhague (con Patrick Sercu) - 1981 1.º en los Seis días de Colonia (con Patrick Sercu) 1.º en los Seis días de Zúrich (con Dietrich Thurau) 1.º en los Seis días de Copenhague (con Patrick Sercu) - 1982 Campeón de Alemania de prueba americana (con Dietrich Thurau) 1.º en los Seis días de Colonia (con Wilfried Peffgen) 1.º en los Seis días de Bremen (con René Pijnen) - 1983 1.º en los Seis días de Colonia (con Dietrich Thurau) 1.º en los Seis días de Frankfurt (con Dietrich Thurau) 1.º en los Seis días de Maastricht (con Dietrich Thurau) - 1984 1.º en los Seis días de Copenhague (con Dietrich Thurau) 1.º en los Seis días de Bremen (con Dietrich Thurau) |